# Frank Schimmelfennig

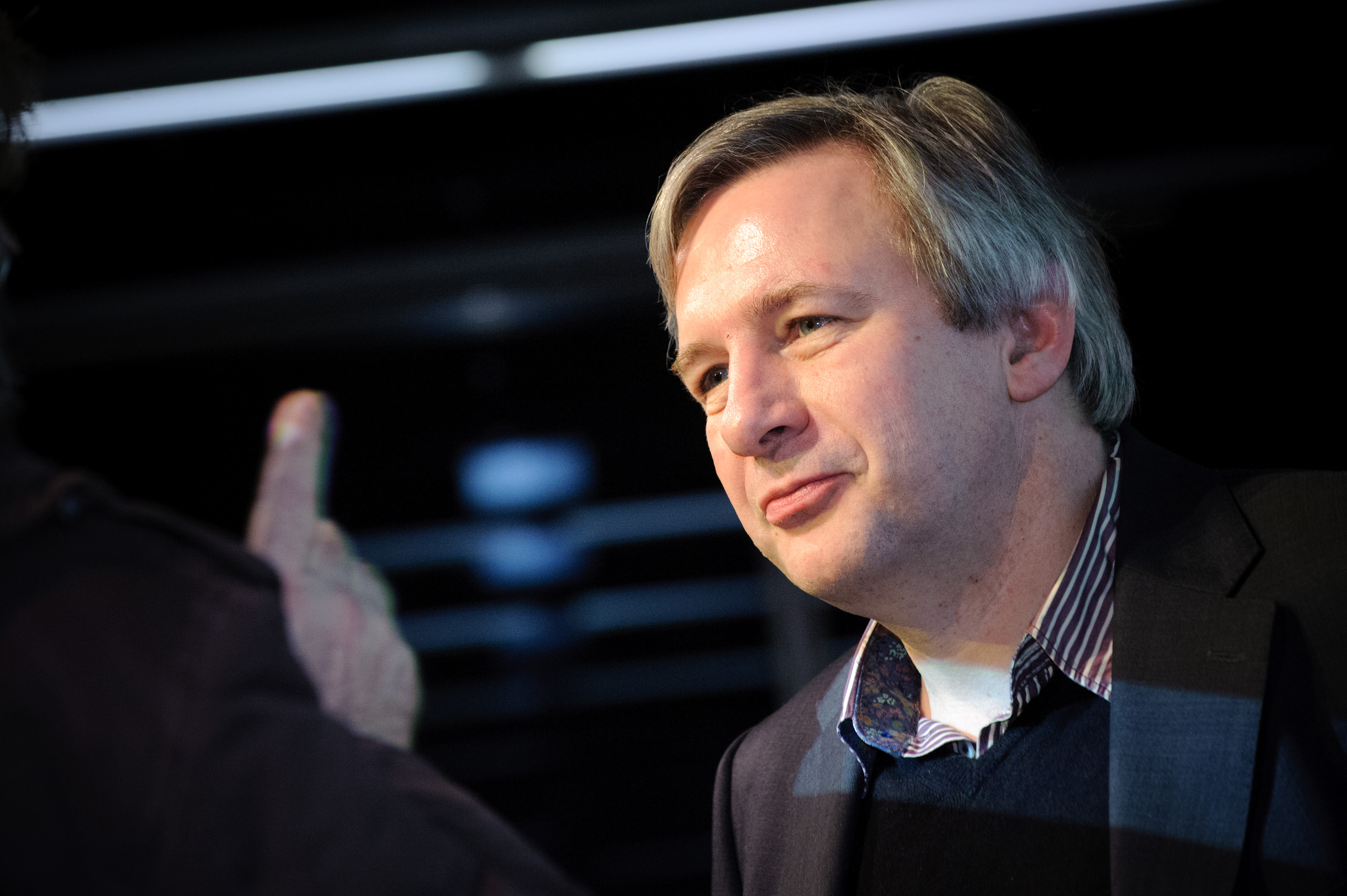
Frank Schimmelfennig (2012)

Frank Schimmelfennig (* 1963 in Bad Marienberg (Westerwald)) ist deutscher Politikwissenschaftler.

## Leben
Nach seinem Abitur am Konrad-Adenauer-Gymnasium Westerburg begann Schimmelfennig 1981 sein Studium der Politikwissenschaft und der Neueren und Osteuropäischen Geschichte an der Universität in Mainz. Während seines Studiums studierte er an drei weiteren Universitäten (Dijon, Tübingen und Tufts University in Medford, Massachusetts, USA). In Tübingen schloss er 1989 sein Studium mit dem Titel eines Magister artium ab und war dort von 1991 bis 1997 als wissenschaftlicher Angestellter und Assistent am Institut für Politikwissenschaft, Abteilung Internationale Beziehungen/Friedens- und Konfliktforschung tätig. 1995 promovierte er (ebenfalls in Tübingen) zum Dr. rer. soc. Von 1998 bis 2002 arbeitete er an der Technischen Universität Darmstadt als wissenschaftlicher Angestellter am Institut für Politikwissenschaft. Dort habilitierte er 2001 und erhielt die Ernennung zum Privatdozenten.
Nach seiner Promotion vertrat er an drei Universitäten die Professuren für Internationale Politik (1997–1998 Konstanz, 2001 Düsseldorf, 2003–2004 München). Von 1998 bis 2000 arbeitete er als NATO-EAPC Research Fellow am “NATO’s Eastern Enlargement: an Analysis of Collective Decision-Making”-Projekt mit. 2001/2002 war er als Jean Monnet Fellow am Robert Schuman Centre for Advanced Studies, European University Institute, San Domenico di Fiesole (FI), Italien tätig. Von 2002 bis 2005 war er als  Wissenschaftlicher Angestellter am Mannheimer Zentrum für Europäische Sozialforschung, Arbeitsbereich B: Die politischen Systeme Europas und ihre Integration, an der Universität Mannheim tätig. Dort forschte er zuletzt zum Thema „Konstitutionalisierungsprozesse in der Europäischen Union. Parlamentarisierung und Institutionalisierung der Menschenrechte auf europäischer Ebene.“
Zudem ist er u. a. Mitglied in der Deutschen Vereinigung für Politische Wissenschaft (DVPW), dort seit 2003 Mitglied im Vorstand der Sektion „Internationale Beziehungen“ und übt zahlreiche Gutachtertätigkeiten aus. Er veröffentlichte zahlreiche Arbeitspapiere, Buch- und Zeitschriftenbeiträge (u. a. Zeitschrift für Internationale Beziehungen) und einige Monographien, alles zu einem großen Teil auf Englisch. Seine zwei neusten Monographien erschienen in den Universitäts-Verlagen von Cornell, bzw. Cambridge.
Seit 2005 ist er Professor of European Politics, am Center for Comparative and International Studies der ETH Zürich.

## Forschung, Lehre und Werk
Frank Schimmelfennig arbeitet im politikwissenschaftlichen Teilbereich „Internationale Beziehungen“ (IB). Er beschäftigt sich mit internationaler Menschenrechtspolitik, Kooperation und Regimen und der Erweiterung internationaler Organisationen. Sein Schwerpunkt ist die von europäischen Staaten bzw. der EU betriebene internationale Politik. Dabei beschäftigt er sich mit der Erweiterung der europäischen und internationalen Organisationen als Prozesse internationaler Sozialisation. Einen Fokus setzt er auf die Osterweiterung der EU und die damit verbundene Europäisierung Osteuropas.
In Arbeiten über die Verfassungspolitik der Europäischen Union konzentriert er sich auf zwei, seiner Meinung nach zentrale, Prozesse: die wachsende Kompetenz des Europäischen Parlaments und die zunehmende institutionelle Verankerung und Parlamentarisierung und der Menschenrechte auf europäischer Ebene. Dabei untersucht er die EU-Verfassungspolitik als strategisches Handeln im Kontext einer internationalen Wertegemeinschaft. So weist er darauf hin, dass die Politik unter Berücksichtigung der im Gemeinschaftsethos verankerten Werte und Normen legitimiert sein muss. Als wesentliche Bestandteile dieses liberaldemokratischen Gemeinschaftsethos nennt er die parlamentarische Demokratie und die Menschenrechte. Gleichzeitig kritisiert er das Demokratiedefizit in der Europäischen Union selbst.
Viele seiner Arbeiten stehen im Kontext der Friedens- und Konfliktforschung. Schimmelfennig analysiert Herrschaftskonflikte und herrschaftlichen Wandel im internationalen System. Des Weiteren beschäftigt er sich mit der Argumentation in internationalen Wertekonflikten (auch hier v. a. Menschenrechtskonflikten).
Seinen wichtigsten Aufsatz vor seiner Promotion stellt Internationale Sozialisation neuer Staaten dar. In ihm stellt Schimmelfennig die These auf, dass sich im historischen Sinne „neue“ Staaten (dazu zählten für ihn vor allem jene des ehemaligen Ostblockes) in der internationalen Gemeinschaft ebenso sozialisieren müssten wie Individuen, die neu zu einer bestimmten Gruppe oder Gemeinschaft treten. Diese Theorie betrachtete er bis dahin als in den IB nicht genug behandelt, obwohl sie seiner Meinung nach ein zentrales Element zum Verständnis zukünftiger Entwicklungen in Staaten des Umbruchs darstellt. In seinem Artikel versuchte Schimmelfennig, die verschiedenen Aspekte der Sozialisierung aus der Soziologie auf die IB in der Politikwissenschaft zu übertragen. Dieser Aufsatz setzte in der IB neue Akzente für daran anschließende Forschungen.
Ein weiterer wichtiger Aufsatz erschien 1997 unter dem Titel Rhetorisches Handeln in der internationalen Politik. Darin betrachtete er Situationen, in denen in Staaten die primären Leitwerte zur Disposition stehen, und führte aus, dass die beiden traditionellen Hauptströmungen in der IB, Konstruktivismus und Rationalismus als Basis zur Erklärung in diesen Situationen versagen. Stattdessen führte er einen anderen Ansatz ein, den des „Rhetorischen Handelns“, in dem Ansätze der beiden älteren Modelle vorhanden sind. Rhetorisches Handeln definierte er dadurch, dass die internationalen Akteure weniger an Verständigung und Konsens orientiert sind, als vielmehr daran, zu versuchen, ihre eigenen Interessen mit nicht nur rhetorischen Mitteln („Argument der Stärke statt der Stärke des Arguments“ S. 228, Z. 5), durchzusetzen und lediglich vom eigenen Standpunkt aus gesehen einen Konsens zu erreichen. Im Wertebereich bedeutete dies für ihn, dass z. B. Staaten auf diese Weise versuchen, andere von ihren Wertevorstellungen zu überzeugen, um dadurch Einfluss zu gewinnen.
In seinem ersten Buch „Debatten zwischen Staaten“ (eine überarbeitete Version seiner im selben Jahr erschienenen Dissertation) vergleicht er die drei großen neuzeitlichen zwischenstaatlichen Debatten: 1. Die konfessionelle Debatte, die zwischen Katholizismus und Protestantismus stattfindet; 2. Die zwischen dem monarchischen Absolutismus und dem demokratischen Konstitutionalismus; 3. Schließlich den Ost-West-Konflikt. Rezensionen renommierter Wissenschaftler zu diesem Werk fallen sehr positiv aus; vor allem für an Theoriebildung im IB-Bereich Interessierte wird es gerne als Lektüre empfohlen.

## Veröffentlichungen
- Internationale Politik. 6., überarbeitete imd aktualisierte Auflage. Schöningh, Paderborn 2021, ISBN 978-3-8252-5536-7.
- (hrsg. mit Ulrich Sedelmeier) The Europeanization of Central and Eastern Europe. Cornell, Ithaca 2005, ISBN 0-8014-4334-2.
- The EU, NATO, and the Integration of Europe: Rules and Rhetoric. Cambridge University Press, Cambridge 2003, ISBN 0-521-82806-6.
- Debatten zwischen Staaten. Eine Argumentationstheorie internationaler Systemkonflikte. Leske + Budrich, Opladen 1995, ISBN 3-8100-1474-5.

Zeitschriftenartikel
- (mit Ulrich Sedelmeier) European Enlargement. Theoretical and Comparative Approaches (Special Issue). In: Journal of European Public Policy. 9:4, 2002.
- Rhetorisches Handeln in der internationalen Politik. In: Zeitschrift für Internationale Beziehungen. 4, 2, (1997), S. 219–254.
- Internationale Sozialisation neuer Staaten. Heuristische Überlegungen zu einem Forschungsdesiderat. In: Zeitschrift für Internationale Beziehungen. 1, 2 (1994), S. 335–355.
- Arms Control Regimes and the Dissolution of the Soviet Union. Realism, Institutionalism and Regime Robustness. In: Cooperation and Conflict. 29, 2 (1994), S. 115–148.